# Меланостомієві
Меланостомієві (Melanostomiinae) — підродина голкоротоподібних риб родини Стомієві (Stomiidae), раніше розглядалась як окрема родина Melanostomiidae.

## Опис
Характерною рисою групи є будова передніх хребців: у деяких видів вони майже скорочені й у всіх хоча б небагато змінені так, щоб збільшити рухливість голови.
Голова й тіло меланостомієвих вкриті маленькими фотофорами, а більші світні органи розташовуються двома поздовжніми рядами з кожної сторони уздовж нижньої частини тіла. За очима знаходиться досить велика світна залоза, причому в самок деяких видів вона менша, ніж у самців, або навіть відсутня. Крім перерахованих органів, у меланостомієвих світиться також потовщення на кінці вусика й слизова тканина, що покриває різні ділянки тіла й плавці. Вдавалося протягом шести годин спостерігати в акваріумі світіння одного з видів меланостомієвих – Echiostoma barbatum. Виявилося, що ця риба може контролювати світіння заочноямкової залози, що спалахує іноді яскравим рожевим світлом, тоді як в інший час її світло було теж досить яскравим, але зеленувато-білим. Світло, що випускається великими фотофорами, залежно від віку риби може бути різним – від рожевого до темно-червоного кольору. Дрібні фотофори на голові й тілі світяться рожевим або пурпурним, а тіло й плавці – зеленуватим світлом.

## Поширення
Поширені меланостомієві дуже широко й зустрічаються у всіх океанах, крім Північного Льодовитого. Різні види підродини були спіймані на різних глибинах, від поверхні до 4500 м, але більшість із них живе не глибше 1000 м. Розміри їхні, як і більшості глибоководних пелагічних риб, невеликі, і найбільші ледь досягають 40 см. Можливо, правда, що в глибинах океану живуть і набагато більші меланостомієві. Під час свого двадцятого занурення в батисфері 22 вересня 1932 році біля Бермудських островів американський іхтіолог Вільям Біб бачив на глибині 700 м дві риби завдовжки біля двох метрів, які належали, цілком ймовірно, до цієї родини.

## Спосіб життя
Живляться меланостомієві порівняно великими планктонними безхребетними й дрібною рибою. Не раз у їхніх шлунках знаходили міктофових (родина Myctophidae) і циклотон (родина Gonostomidae), довжина яких становила біля половини довжини риб, що їх з'їли. У свою чергу багато меланостомієвих самі служать їжею більшим хижакам – марлінам, тунцям тощо.

## Види
Підродина містить 15 родів та близько 200 видів.
- Bathophilus

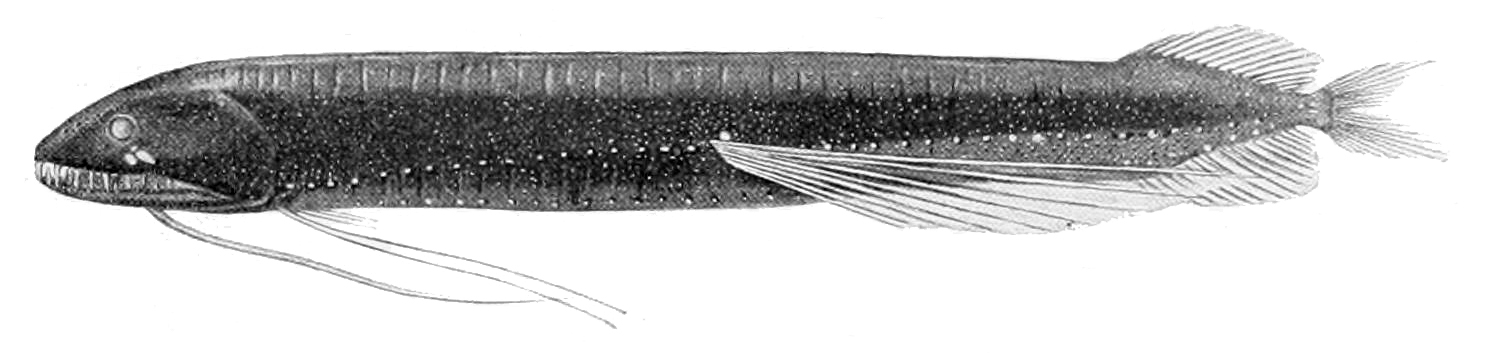
Bathophilus ater

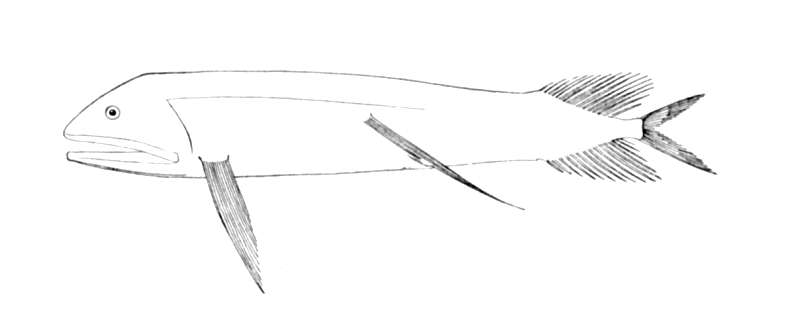
Bathophilus nigerrimus

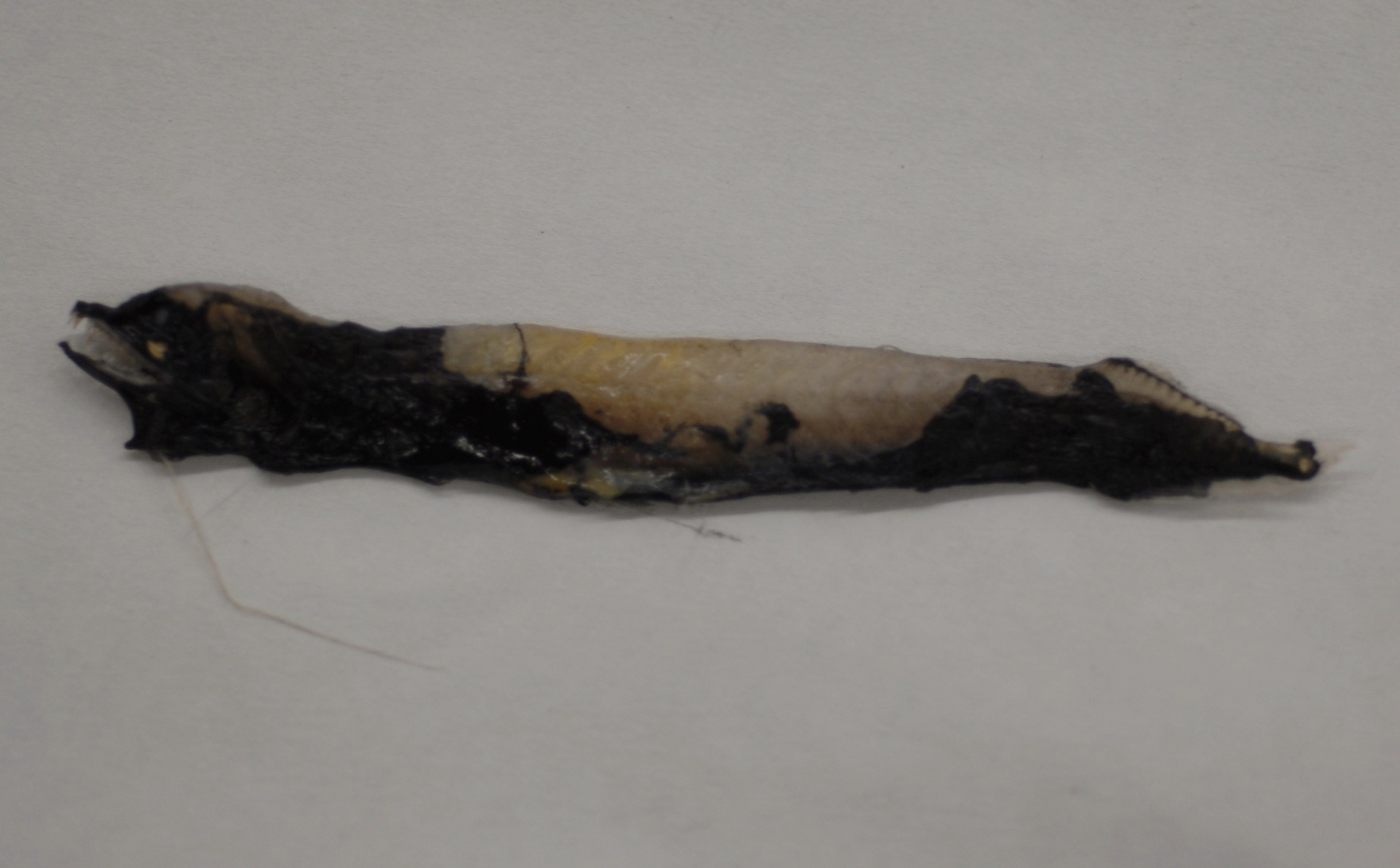
Bathophilus pawneei

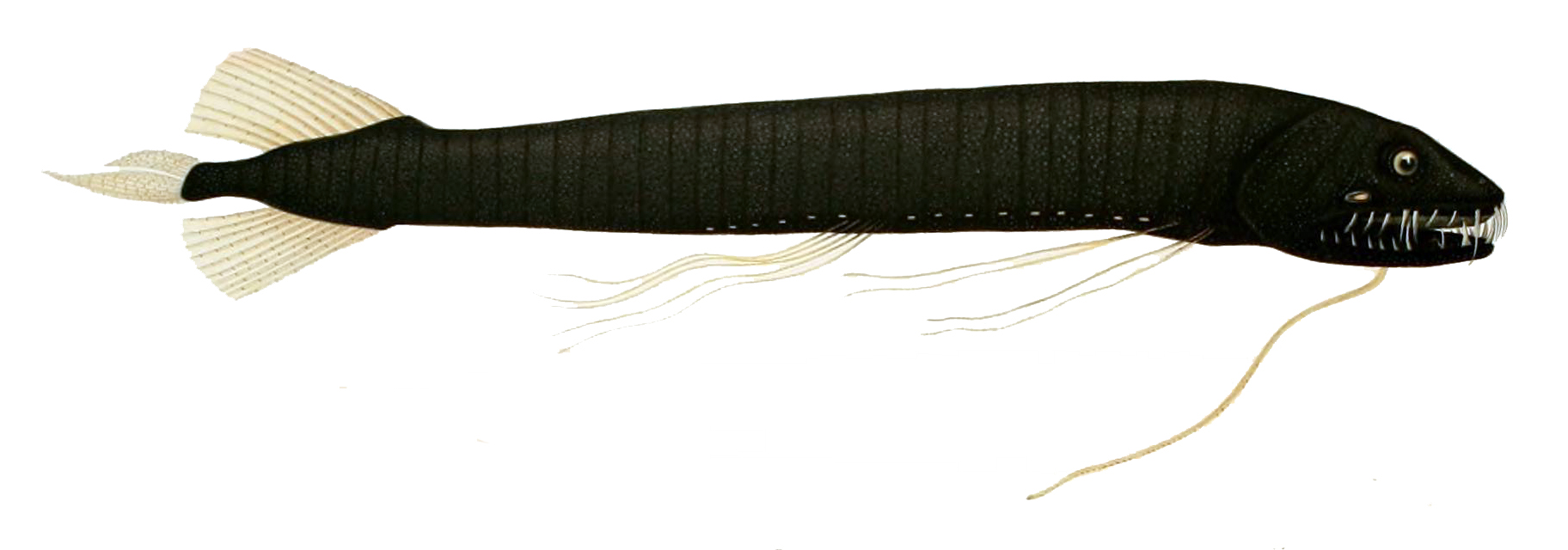
Bathophilus vaillanti

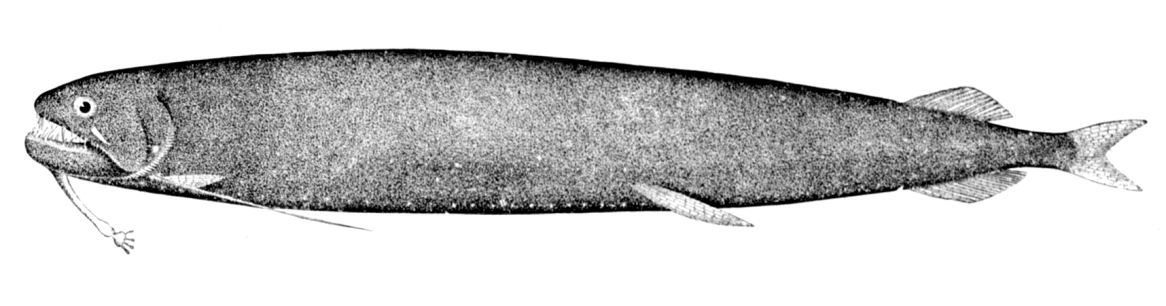
Echiostoma barbatum

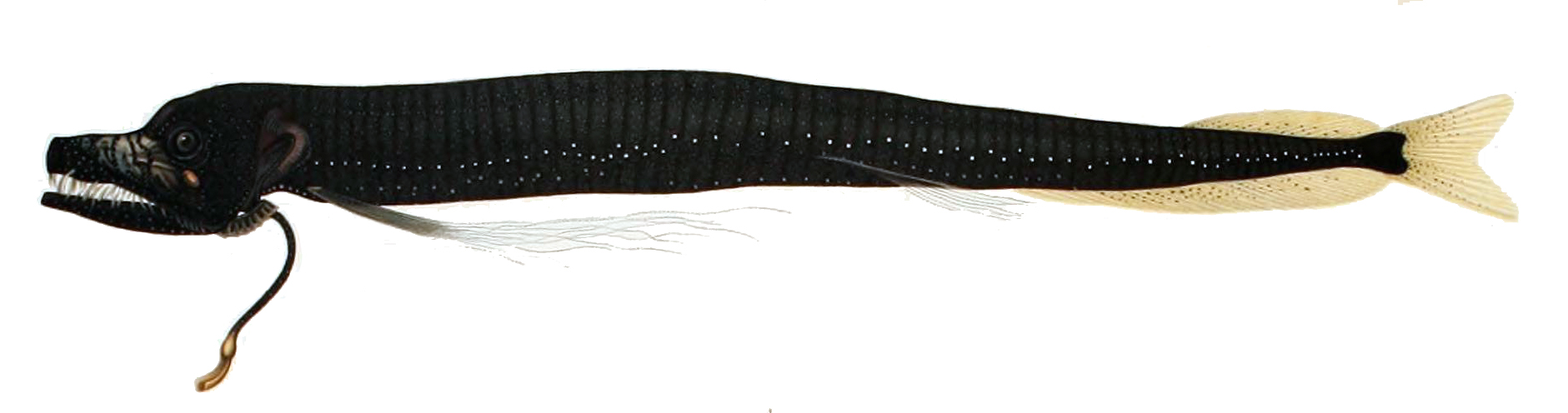
Eustomias braueri

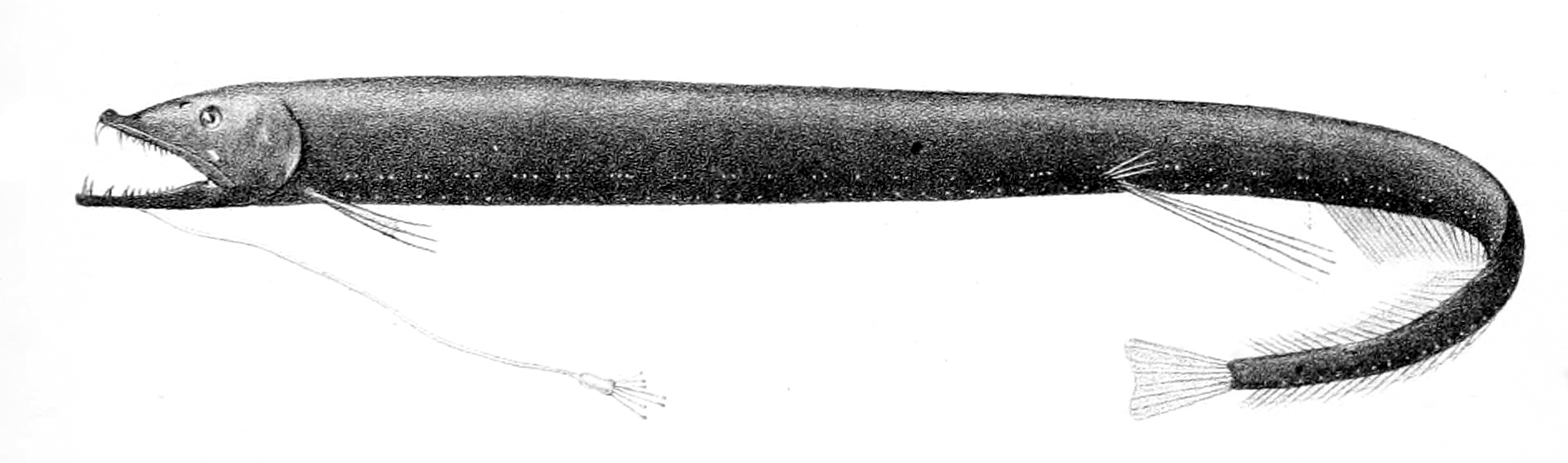
Eustomias obscurus

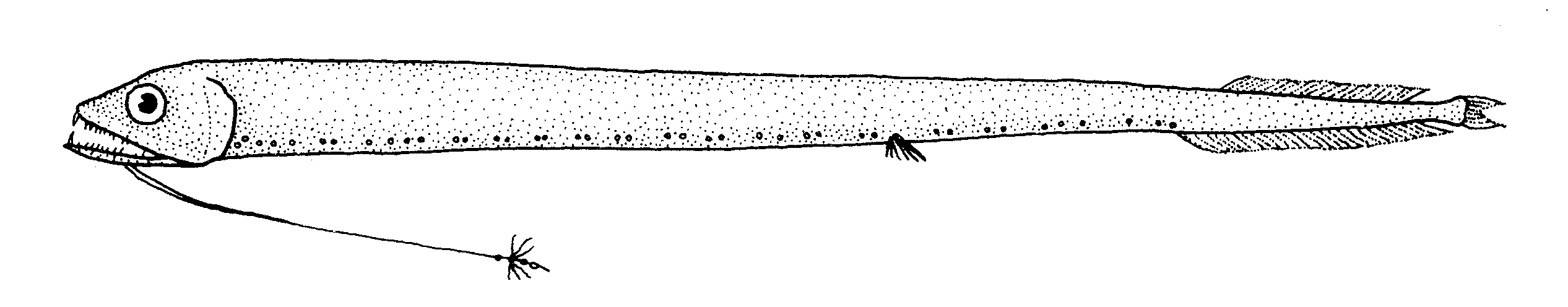
Eustomias trewavasae

  - Bathophilus abarbatus Barnett & Gibbs, 1968.
  - Bathophilus altipinnis Beebe, 1933.
  - Bathophilus ater (Brauer, 1902).
  - Bathophilus brevis Regan & Trewavas, 1930.
  - Bathophilus digitatus (Welsh, 1923).
  - Bathophilus filifer (Regan & Trewavas, 1929).
  - Bathophilus flemingi Aron & McCrery, 1958.
  - Bathophilus indicus (Brauer, 1902).
  - Bathophilus irregularis Norman, 1930.
  - Bathophilus kingi Barnett & Gibbs, 1968.
  - Bathophilus longipinnis (Pappenheim, 1914).
  - Bathophilus nigerrimus Giglioli, 1882.
  - Bathophilus pawneei Parr, 1927.
  - Bathophilus proximus Regan & Trewavas, 1930.
  - Bathophilus schizochirus Regan & Trewavas, 1930.
  - Bathophilus vaillanti (Zugmayer, 1911).
- Chirostomias
  - Chirostomias pliopterus Regan & Trewavas, 1930.
- Echiostoma
  - Echiostoma barbatum Lowe, 1843.
- Eustomias
  - Eustomias achirus Parin & Pokhil'skaya, 1974.
  - Eustomias acinosus Regan & Trewavas, 1930.
  - Eustomias aequatorialis Clarke, 1998.
  - Eustomias albibulbus Clarke, 2001.
  - Eustomias appositus Gibbs, Clarke & Gomon, 1983.
  - Eustomias arborifer Parr, 1927.
  - Eustomias australensis Gibbs, Clarke & Gomon, 1983.
  - Eustomias austratlanticus Gibbs, Clarke & Gomon, 1983.
  - Eustomias bertelseni Gibbs, Clarke & Gomon, 1983.
  - Eustomias bibulboides Gibbs, Clarke & Gomon, 1983.
  - Eustomias bibulbosus Parr, 1927.
  - Eustomias bifilis (Regan & Trewavas, 1929).
  - Eustomias bigelowi Welsh, 1923.
  - Eustomias bimargaritatus Regan & Trewavas, 1930.
  - Eustomias bimargaritoides Gibbs, Clarke & Gomon, 1983.
  - Eustomias binghami Parr, 1927.
  - Eustomias bituberatus Regan & Trewavas, 1930.
  - Eustomias bituberoides Gibbs, Clarke & Gomon, 1983.
  - Eustomias borealis Clarke, 2000.
  - Eustomias braueri (Regan, 1908).
  - Eustomias brevibarbatus Parr, 1927.
  - Eustomias bulbiramis Clarke, 2001.
  - Eustomias bulbornatus Gibbs, 1960.
  - Eustomias cancriensis Gibbs, Clarke & Gomon, 1983.
  - Eustomias cirritus Gibbs, Clarke & Gomon, 1983.
  - Eustomias contiguus Gomon & Gibbs, 1985.
  - Eustomias crossotus Gibbs, Clarke & Gomon, 1983.
  - Eustomias crucis Gibbs & Craddock, 1973.
  - Eustomias cryptobulbus Clarke, 2001.
  - Eustomias curtatus Gibbs, Clarke & Gomon, 1983.
  - Eustomias curtifilis Clarke, 2000.
  - Eustomias danae (Regan & Trewavas, 1929).
  - Eustomias decoratus (Parin & Borodulina, 2002).
  - Eustomias dendriticus Regan & Trewavas, 1930.
  - Eustomias deofamiliaris Gibbs, Clarke & Gomon, 1983.
  - Eustomias digitatus (Welsh, 1923).
  - Eustomias dinema Clarke, 1999.
  - Eustomias dispar Gomon & Gibbs, 1985.
  - Eustomias dubius Parr, 1927.
  - Eustomias elongatus Clarke, 2001.
  - Eustomias enbarbatus Welsh, 1923.
  - Eustomias filifer (Regan & Trewavas, 1929).
  - Eustomias fissibarbis (Pappenheim, 1914).
  - Eustomias flagellifer Clarke, 2001.
  - Eustomias furcifer Regan & Trewavas, 1930.
  - Eustomias gibbsi (Borodulina, 1992).
  - Eustomias grandibulbus Gibbs, Clarke & Gomon, 1983.
  - Eustomias hulleyi Gomon & Gibbs, 1985.
  - Eustomias hypopsilus Gomon & Gibbs, 1985.
  - Eustomias ignotus Gomon & Gibbs, 1985.
  - Eustomias inconstans Gibbs, Clarke & Gomon, 1983.
  - Eustomias insularum Clarke, 1998.
  - Eustomias intermedius Clarke, 1998.
  - Eustomias interruptus Clarke, 1999.
  - Eustomias ioani Parin & Pokhil'skaya, 1974.
  - Eustomias jimcraddocki Sutton & Hartel, 2004.
  - Eustomias kreffti (Gibbs & McKinney, 1988).
  - Eustomias lanceolatus Clarke, 1999.
  - Eustomias leptobolus Regan & Trewavas, 1930.
  - Eustomias lipochirus Regan & Trewavas, 1930.
  - Eustomias longibarba Parr, 1927.
  - Eustomias longiramis Clarke, 2001.
  - Eustomias macronema Regan & Trewavas, 1930.
  - Eustomias macrophthalmus (Regan & Trewavas, 1929).
  - Eustomias macrurus Regan & Trewavas, 1930.
  - Eustomias magnificus Clarke, 2001.
  - Eustomias medusa Gibbs, Clarke & Gomon, 1983.
  - Eustomias melanonema Regan & Trewavas, 1930.
  - Eustomias melanostigma Regan & Trewavas, 1930.
  - Eustomias melanostigmoides Gibbs, Clarke & Gomon, 1983.
  - Eustomias mesostenus Gibbs, Clarke & Gomon, 1983.
  - Eustomias metamelas Gomon & Gibbs, 1985.
  - Eustomias micraster Parr, 1927.
  - Eustomias micropterygius Parr, 1927.
  - Eustomias minimus (Parin & Novikova, 1974).
  - Eustomias monoclonoides Clarke, 1999.
  - Eustomias monoclonus Regan & Trewavas, 1930.
  - Eustomias monodactylus Regan & Trewavas, 1930.
  - Eustomias multifilis Parin & Pokhil'skaya, 1978.
  - Eustomias obscurus Vaillant, 1884.
  - Eustomias orientalis Gibbs, Clarke & Gomon, 1983.
  - Eustomias pacificus (Imai, 1941).
  - Eustomias parini Clarke, 2001.
  - Eustomias parri Regan & Trewavas, 1930.
  - Eustomias patulus Regan & Trewavas, 1930.
  - Eustomias paucifilis Parr, 1927.
  - Eustomias paxtoni Clarke, 2001.
  - Eustomias perplexus Gibbs, Clarke & Gomon, 1983.
  - Eustomias pinnatus Clarke, 1999.
  - Eustomias polyaster Parr, 1927.
  - Eustomias posti Gibbs, Clarke & Gomon, 1983.
  - Eustomias precarius Gomon & Gibbs, 1985.
  - Eustomias problematicus Clarke, 2001.
  - Eustomias pyrifer Regan & Trewavas, 1930.
  - Eustomias quadrifilis Gomon & Gibbs, 1985.
  - Eustomias radicifilis Borodin, 1930.
  - Eustomias satterleei Beebe, 1933.
  - Eustomias schiffi Beebe, 1932.
  - Eustomias schmidti (Regan & Trewavas, 1929).
  - Eustomias silvescens Regan & Trewavas, 1930.
  - Eustomias similis (Parr, 1927).
  - Eustomias simplex (Parr, 1927).
  - Eustomias spherulifer Gibbs, Clarke & Gomon, 1983.
  - Eustomias suluensis Gibbs, Clarke & Gomon, 1983.
  - Eustomias tenisoni Regan & Trewavas, 1930.
  - Eustomias tetranema Zugmayer, 1913.
  - Eustomias teuthidopsis Gibbs, Clarke & Gomon, 1983.
  - Eustomias tomentosis Clarke, 1998.
  - Eustomias trewavasae Norman, 1930.
  - Eustomias triramis Regan & Trewavas, 1930.
  - Eustomias uniramis Clarke, 1999.
  - Eustomias variabilis Regan & Trewavas, 1930.
  - Eustomias vitiazi Parin & Pokhil'skaya, 1974.
  - Eustomias vulgaris Clarke, 2001.
  - Eustomias woollardi Clarke, 1998.
  - Eustomias xenobolus Regan & Trewavas, 1930.
- Flagellostomias
  - Flagellostomias boureei (Zugmayer, 1913).
- GrammatostomiasGrammatostomias dentatus

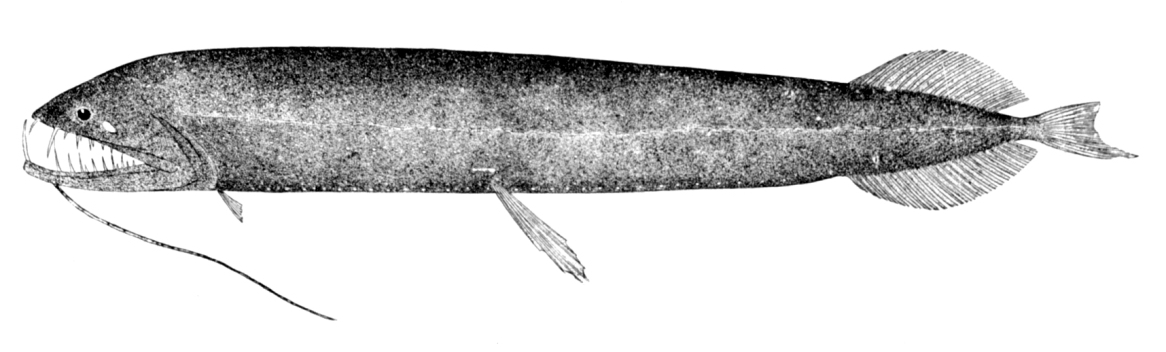
Grammatostomias dentatus

  - Grammatostomias circularis Morrow, 1959.
  - Grammatostomias dentatus (Garman, 1899).
  - Grammatostomias flagellibarba Holt & Byrne, 1910.
  - Grammatostomias ovatus Prokofiev, 2014.
- LeptostomiasLeptostomias gladiator

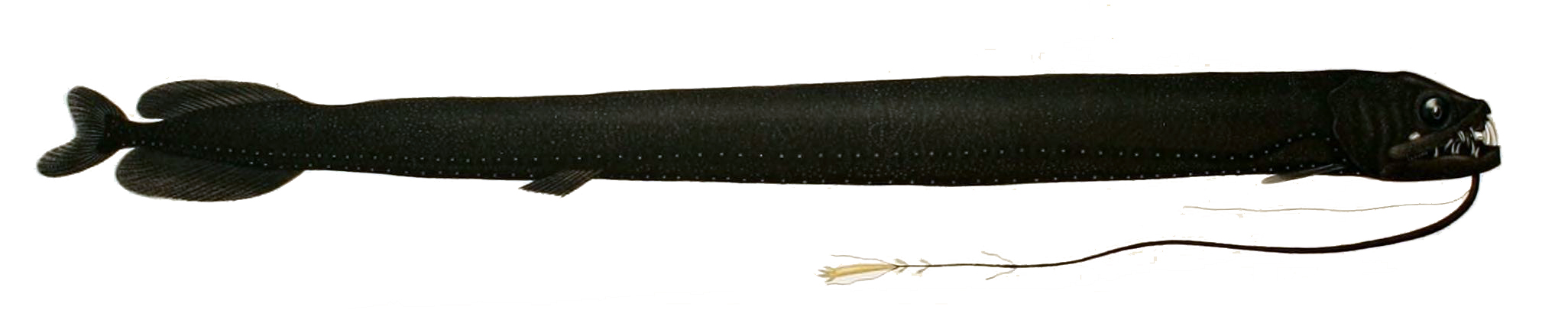
Leptostomias gladiator

  - Leptostomias analis Regan & Trewavas, 1930.
  - Leptostomias bermudensis Beebe, 1932.
  - Leptostomias bilobatus (Parin & Borodulina, 1996).
  - Leptostomias gladiator (Zugmayer, 1911).
  - Leptostomias gracilis Regan & Trewavas, 1930.
  - Leptostomias haplocaulus Regan & Trewavas, 1930.
  - Leptostomias leptobolus (Regan & Trewavas, 1930).
  - Leptostomias longibarba (Parr, 1927).
  - Leptostomias macronema (Regan & Trewavas, 1930).
  - Leptostomias macropogon (Goodyear & Gibbs, 1970).
  - Leptostomias multifilis (Parin & Pokhil'skaya, 1978).
  - Leptostomias robustus Imai, 1941.
- MelanostomiasMelanostomias melanops

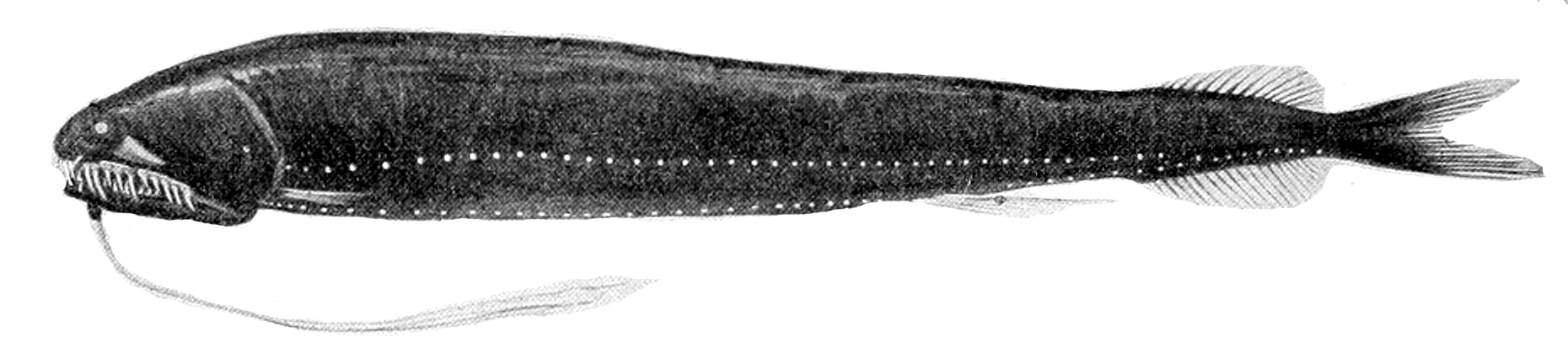
Melanostomias melanops

  - Melanostomias bartonbeani Parr, 1927.
  - Melanostomias biseriatus Regan & Trewavas, 1930.
  - Melanostomias globulifer Fowler, 1934.
  - Melanostomias macrophotus Regan & Trewavas, 1930.
  - Melanostomias margaritifer Regan & Trewavas, 1930.
  - Melanostomias melanopogon Regan & Trewavas, 1930.
  - Melanostomias melanops Brauer, 1902.
  - Melanostomias niger (Richardson, 1845).
  - Melanostomias nigroaxialis Parin & Pokhil'skaya, 1978.
  - Melanostomias paucilaternatus Parin & Pokhil'skaya, 1978.
  - Melanostomias pauciradius Matsubara, 1938.
  - Melanostomias pollicifer Parin & Pokhil'skaya, 1978.
  - Melanostomias stewarti Fowler, 1934.
  - Melanostomias tentaculatus (Regan & Trewavas, 1930).
  - Melanostomias valdiviae Brauer, 1902.
  - Melanostomias vierecki Fowler, 1934.
- Odontostomias
  - Odontostomias masticopogon Norman, 1930.
  - Odontostomias micropogon (Goodyear & Gibbs, 1970).
- OpostomiasOpostomias micripnus

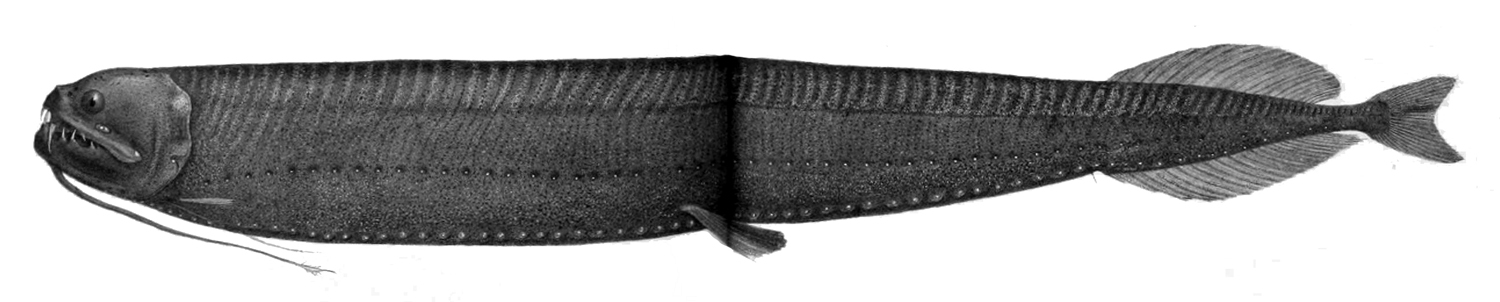
Opostomias micripnus

  - Opostomias micripnus (Günther, 1878).
  - Opostomias mitsuii Imai, 1941.
- PachystomiasPachystomias microdon

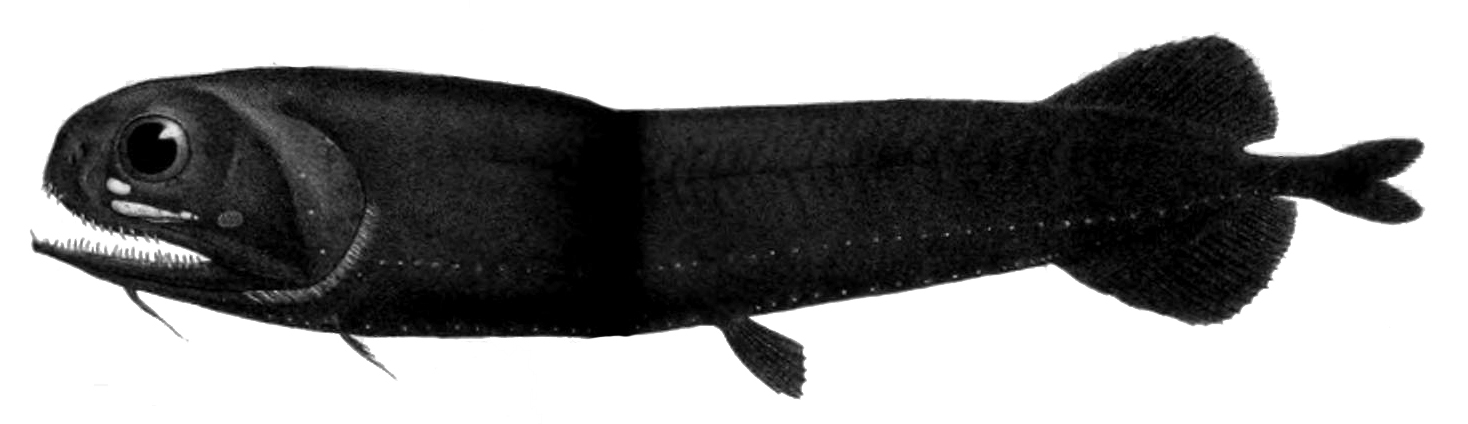
Pachystomias microdon

  - Pachystomias microdon (Günther, 1878).
- PhotonectesPhotonectes gracilisPhotonectes margarita

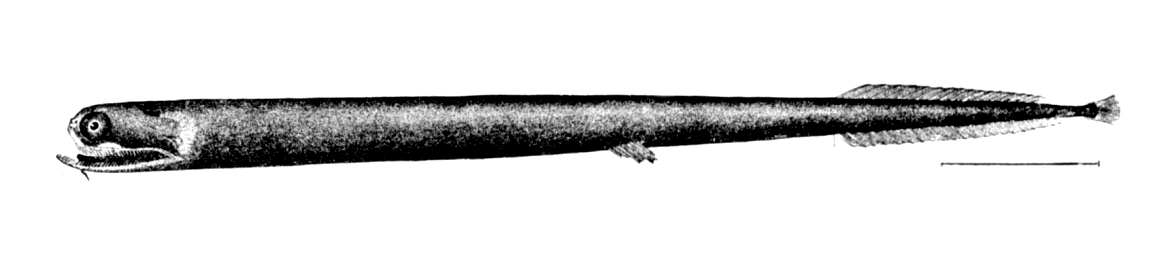
Photonectes gracilis

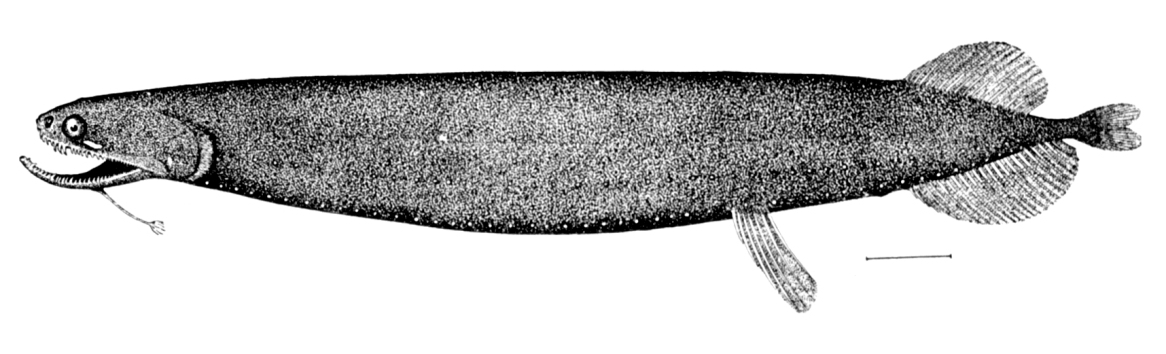
Photonectes margarita

  - Photonectes achirus Regan & Trewavas, 1930.
  - Photonectes albipennis (Döderlein, 1882).
  - Photonectes barnetti Klepadlo, 2011.
  - Photonectes braueri (Zugmayer, 1913).
  - Photonectes caerulescens Regan & Trewavas, 1930.
  - Photonectes coffea Klepadlo, 2011.
  - Photonectes dinema Regan & Trewavas, 1930.
  - Photonectes gracilis Goode & T. H. Bean, 1896.
  - Photonectes leucospilus Regan & Trewavas, 1930.
  - Photonectes litvinovi Prokofiev, 2014.
  - Photonectes margarita (Goode & Bean, 1896).
  - Photonectes mirabilis Parr, 1927.
  - Photonectes munificus Gibbs, 1968.
  - Photonectes parvimanus Regan & Trewavas, 1930.
  - Photonectes parvimanus Regan & Trewavas, 1930.
  - Photonectes paxtoni Flynn & Klepadlo, 2012.
  - Photonectes phyllopogon Regan & Trewavas, 1930.
  - Photonectes waitti Flynn & Klepadlo, 2012.
- Tactostoma
  - Tactostoma macropus Bolin, 1939.
- Thysanactis
  - Thysanactis dentex Regan & Trewavas, 1930.
- Trigonolampa
  - Trigonolampa miriceps Regan & Trewavas, 1930.